# Audhumla
Audhumla – gigantyczna krowa, która zlizywała słony lód z bryły, stopionej przez Surtra, uwalniając boga Búriego, ojca Borra; z jej wymion płynęły cztery mleczne rzeki, odtąd żywiące Imira.